# 에스타디오 올림피코 파스쿠알 게레로
에스타디오 올림피코 파스쿠알 게레로(스페인어: Estadio Olímpico Pascual Guerrero)는 콜롬비아 바예델카우카주 칼리에 위치한 경기장이다. 시인 파스쿠알 게레로를 기리기 위해 지어진 해당 경기장은 주로 축구 경기에 사용되고 있으며, 육상, 콘서트, 럭비 경기에도 이용된다.